# Westernmusik
 Westernmusik  er betegnelsen for musikken fra USA's vestlige stater. Her har vi især haft cowboysangene, der som navnet siger fortæller om cowboyernes liv. I lighed med andre folkelige genrer som blues, oldtime og gospel var der pladeselskaber i den tidlige pladeindustri, der fandt ud af at der var et publikum til denne musik og derfor indspillede den og udgav den i serier, som ofte bar prædikatet "western music." Den første sanger på banen var Carl T. Sprague med sangen "When the work's all done this fall."
De første plader var som ovennævnte plade cowboysange akkompagneret enkelt af guitar, ofte med en tekst der fortalte en tragisk historie fra cowboylivet. Men da lydfilmen begyndte at gøre sit indtog blev der ofte sunget sange, der havde med filmenes miljø at gøre, og hvad var så mere naturligt end at westernfilmene anvendte cowboysange. Flere af westernsangerne blev hyret til film, og man lavede snart musicalfilm i westernmiljø, hvorved begrebet "singing cowboy" blev født. Nogle af de kendteste "singing cowboys" var Gene Autry og Roy Rogers. I deres sange er cowboyens liv ofte romantiseret, modsat de gamle cowboysanges rå skildring af de hårde realiteter, og der lægges ofte strygere og baggrundskor under.
Da musicalfilmens popularitet gik ned ad bakke i kølvandet på 2. verdenskrig, blev det mere westernfilmen som vi kender den, der overtog publikummet, og "The Singing Cowboys" forsvandt ud af billedet.
Det betød ikke at westernsangene forsvandt helt fra filmen, for det var meget benyttet at indlede med sange under forteksterne, hvor teksten i korthed genfortalte filmens handling. De blev ofte sunget af de gamle cowboysangere, der indspillede sangene på plade. Det blev en økonomisk redning for mange af dem. Et af de mest kendte eksempler er Tex Ritter, der fremfører sangen "Do not forsake me" i klassikeren "High Noon," dansk titel, Sheriffen.
I trediverne var der mange, der rejste vestpå for at finde arbejde, og især mange hilbillier fra Appalacherne slog sig ned i Texas, og via dem fik westernmusikken snart et drag af deres oldtimemusik. Den blandingsstil er, hvad mange i dag forstår som westernmusik. Cowboyen blev snart et ikon for sangerne, og mange countrysangere optrådte som cowboyer og med band-navne, der havde med cowboy at gøre, f.eks. Hank Williams' band Drifting Cowboys.
Ved folkemusikbølgen først i tresserne fik cowboysangene og dermed westernmusikken en vis renæssance, fremført af Ian Tyson.
I dag lever westernmusikken mest i filmindustriens sange, når der laves westerns. Den har haft indflydelse på flere filmkomponisters musik til genren.
Samtidig har den også sat et varigt præg på countrymusikken, da lastbilchaufførerne på USA's landeveje blev set som moderne cowboys. De sang "truckdriver songs," der videreførte traditionen fra cowboysangen og blev en fast tradition inden for store dele af countrymusikken.